# Camp Bondsteel

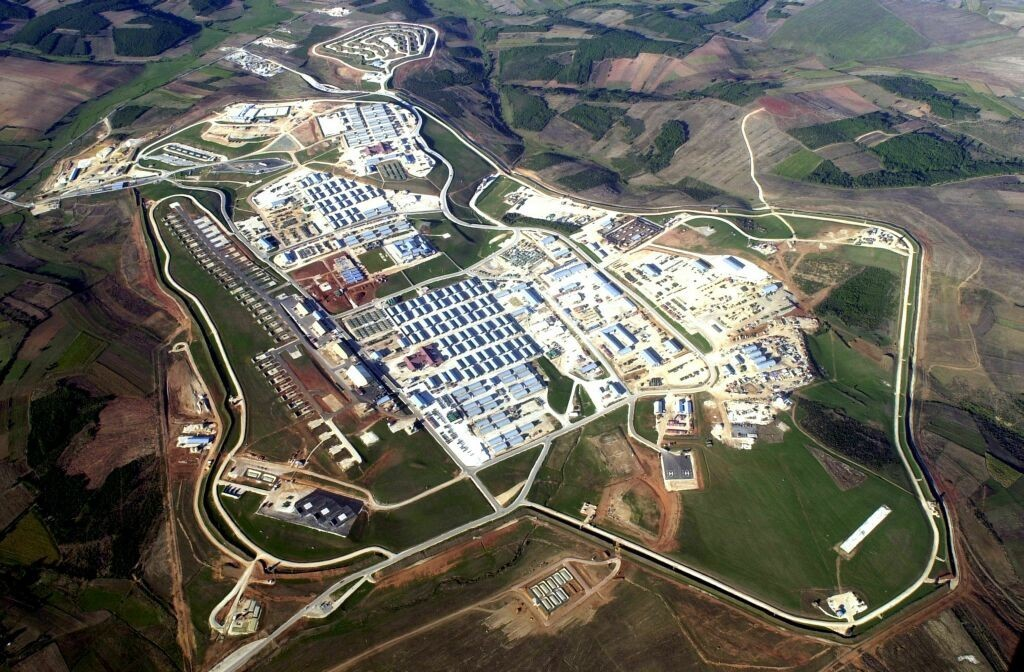
Camp Bondsteel från ovan

Camp Bondsteel är en amerikansk militärbas i Kosovo, etablerad i juni 1999. Campen har fått sitt namn efter den amerikanske sergeanten James Leroy Bondsteel. Basen var grupperingsplats för den svenska helikopterenheten som medverkade i KFOR under 2006. Basen har plats för 7 000 soldater och övrig militär personal.